# Vilhelm Schousboe
Vilhelm Carl Schousboe (født 7. september 1841 i Faaborg, død 26. februar 1900 i Aalborg) var en dansk gejstlig.
I 1864 blev han cand.theol., 1868 kateket og skoleinspektør i Viborg, 1875 residerende kapellan ved Garnisons Kirke i København og 1879 sognepræst sammesteds. Derfra kaldedes han 1888 til biskop ved Aalborg Stift. I 1870'erne havde han gentagne gange været lejrpræst i Hald.
Schousboe var en meget virksom mand med praktisk greb. Som teolog og som pennens mand var han ikke noget særlig betydeligt, men i det praktiske kirkeliv gjorde han i alle måder fyldest. Uden just at være taler forstod han både at fremsætte evangeliets ord jævnt og gribende og kalde kirkefolket frem til arbejde.
I kirkelig henseende var han udpræget højkirkelig. I København virkede han blandt andet for den indre mission og især for arbejdet blandt ungdommen, og i Aalborg gav han stødet til opførelsen af Vor Frelsers Kirke og et menighedshjem.
Han har skrevet Syv Prædikener fra Lejren ved Hald (1875), Foredrag over de ti Bud (1885), Om vore Dages kristelige Foreninger for unge Mænd (1886), en postil (1887-88) og forskellige mindre arbejder.
Han blev Ridder af Dannebrogordenen 1881, Dannebrogsmand 1883 og Kommandør af 2. grad 1890. Han er begravet på Garnisons Kirkegård.

## Gengivelser
- Portrætmaleri af Malthe Engelsted 1884 (familieeje)
- Posthumt maleri af Michael Ancher 1900 (Budolfi Kirke, studie i familieeje)
- Xylografi 1888 af Carl Poulsen og 1890 samt på billedet: Gudstjeneste i Lejren ved Hald 1874 efter tegning af G. Christensen
- Litografi 1897 af Harald Jensen
- Fotografier af Christian Neuhaus og Christensen & Morange (Det Kongelige Bibliotek)